# امیرنان
امیرنان در ۳۵ کیلومتری شهرستان ساوجبلاغ واقع می‌باشد این روستا از سمت طالقان فاقد جاده آسفالت بوده و دسترسی به آن تنها از طریق جاده ای خاکی و صعب العبور به مسافت ۲۰کیلومتر از دهستان زیاران ممکن می‌باشد به همین علت طبیعت این روستا بکر و زیبا با حیات وحش ناب خود مانده است. نام دیگر این روستا امیران هم می‌باشد.
تعداد خانوار آن در تابستان ۲۰۰خانوار و در زمستان ۲۰خانوار است. ارتفاع آن از سطح دریا ۲۰۰۸ متر است. مردم امیرنان مانند دیگر روستاهای منطقه تات‌زبان هستند.

## حمام تاریخی
روستا دارای یک باب حمام نیمه متروکه متعلق به اواسط دوران قاجار و حدود ۱۵۰ سال پیش می‌باشد. حمام روستای امیرنان در مرکز بافت تاریخی و در شمال آن احداث شده‌است. در ورودی حمام در سمت شمال غرب آن قرار داشته‌است. در بیست، سی سال اخیر در جدیدی در سمت شمال شرق آن باز کرده است و گرمخانه حمام را تبدیل به غسالخانه کرده‌اند.
بیشتر قسمت‌های حمام نظیر دیوار، بدنه‌ها، سقف‌ها، دیوارهای داخلی و اندود داخلی و خارجی بنا بر اثر بی‌توجهی و تحمیل بار اضافی و نفوذ رطوبت تخریب شده است و امکان مرمت و بازسازی آن تنها از طریق تخصیص اعتبار و زیاد و اقدام فوری، ممکن خواهد بود و همچنین می‌توان مناطق دیگری مثل جیرینده، پیل مستان، چشمهٔ آقادار و باغ سفید بیشه که قدمتی چندین ساله (۲۰۰ سال) دارد.